# Tonhalle Wil

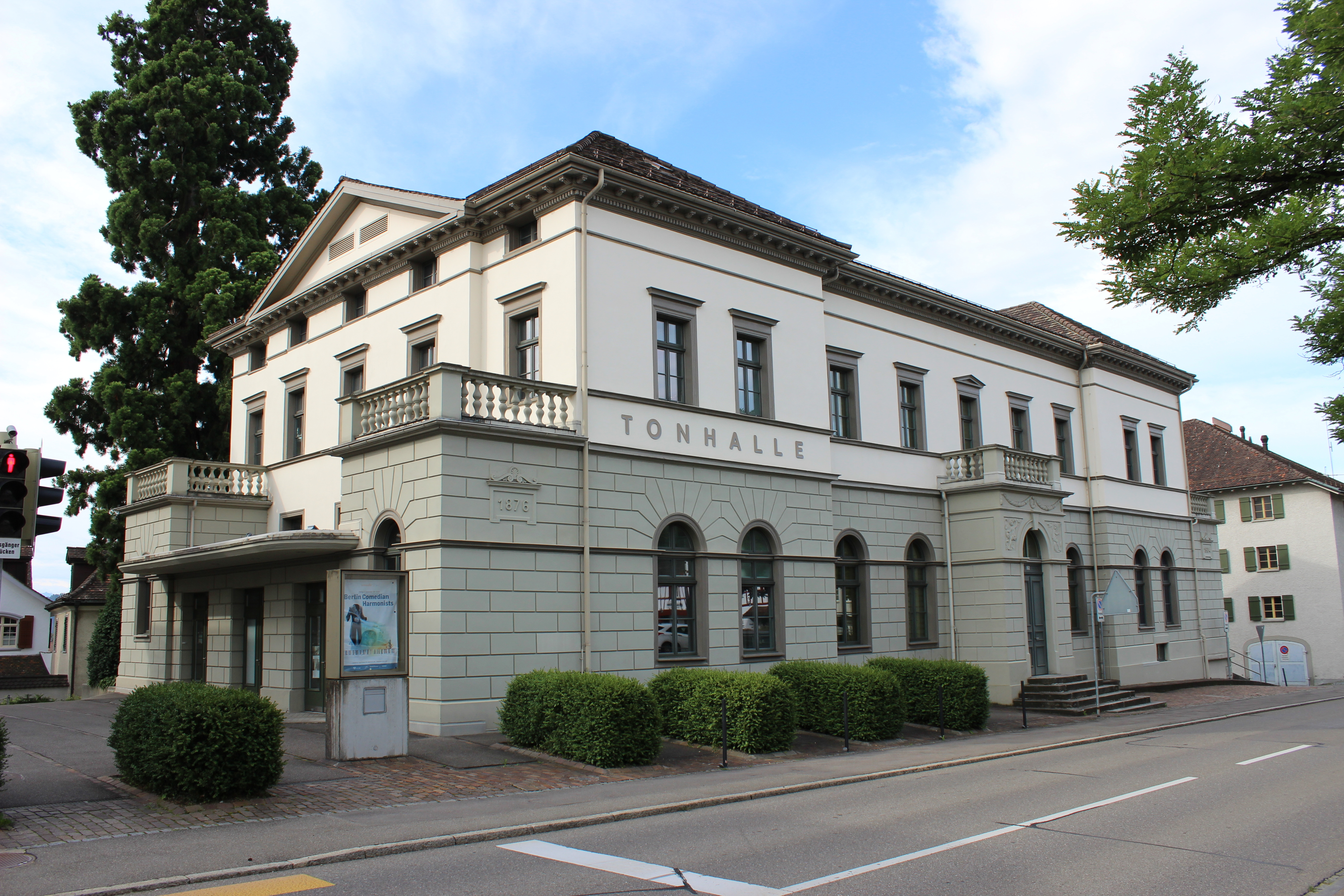
Tonhalle Wil, 2021

Die Tonhalle Wil ist ein Konzerthaus in der Stadt Wil im Schweizer Kanton St. Gallen. Das Gebäude wurde 1876 durch die Ortsbürgergemeinde Wil erbaut und ist bis heute in deren Besitz.

## Geschichte
Seit dem 15. Jahrhundert gibt es in Wil eine Theatertradition. Die heute noch bestehende Theatergesellschaft, Rechtsnachfolgerin der 1715 gegründeten Cäcilienmusikgesellschaft, führte diese Tradition ab 1866 weiter. Auch aus diesem Grund erbaute man 1876 die Tonhalle. Baumeister war Joseph Bösch, ein Schüler von Gottfried Semper. In der Regel fanden die Stücke der Theatergesellschaft seither in der Tonhalle statt. Das Gebäude wurde 1976 bis 1978 erstmals renoviert. 2004 bis 2005 wurde die Tonhalle vom Architekturbüro Angehrn & Spiess erneut renoviert.
Das Stadtparlament Wil tagt in der Tonhalle. Die Tonhalle verfügt über einen Förderverein, der das Konzerthaus projektbezogen unterstützt.

## Säle
Theatersaal
400 Plätze, bemalt im pompejanischen Stil.
Kleiner Saal
180 Plätze in Konzertbestuhlung. 200 Plätze bei Banketten und Anlässen.